# Mechanik fester Körper
Die Mechanik fester Körper ist ein grundlegendes Teilgebiet der klassischen Mechanik, der Kontinuumsmechanik und der Experimentalphysik. Sie befasst sich mit der Bewegung von Festkörpern unter dem Einfluss äußerer Kräfte. Zu unterscheiden sind:
- der Idealfall nicht verformbarer, gänzlich starrer Körper. Zur Untersuchung werden diese mathematisch aus Massenpunkten zusammengesetzt; die untersuchten Bewegungen sind vor allem Translationsbewegungen und Rotationen.
- die realen, elastisch oder plastisch verformbaren Festkörper. Hier kommt die Analyse von Schwingungen, Durchbiegungen und Verformungen hinzu, siehe Strukturmechanik.

Die Mechanik fester Körper, als dessen Gegenstück die Mechanik der Fluide gelten kann, stellt die allgemeine Grundlage der Physik dar und bildet daher fast immer den Beginn physikalischer Studienbücher und Vorlesungsreihen.
Mechanik fester Körper ist dementsprechend auch der Titel mehrerer Lehrbücher, die seit Beginn des 20. Jahrhunderts publiziert wurden. Zu den bekanntesten Autoren zählen Heinz Parkus (TU Wien) und Siegfried Heitz (Universität Bonn).
Die meisten Lehrbücher gliedern das Fachgebiet in die Bereiche
- Statik (u. a. Bezugs- und Kraftsysteme, Massengeometrie, Gleichgewicht, stabförmige Festkörper, Fachwerke, Reibungsgesetze),[1]
- Festigkeitslehre (Zug- und Biegeversuche, Spannungsverteilung, Biegelinie, Torsion; Elastizitätstheorie, Plastizität, Rheologie, Härte, Dichte, Baumechanik[1] usw.),
- Kinematik und Dynamik (Winkel- bzw. Geschwindigkeitsvektor, Beschleunigung, Ruck, Momente usw., Kinetische Grundgleichung, Schwerpunkt- und Drallsatz, Keplersche und Fallgesetze, Eulersche Kreiseltheorie usw.; Gravitation, Arbeit, Leistung, Bewegungsenergie, Schwingungen, Stoßvorgänge).